# فلمینگتن، ویکتوریا
فلمینگتن (به انگلیسی: Flemington) یک منطقهٔ مسکونی در استرالیا است که در ویکتوریا (استرالیا) واقع شده‌است.